# Căn phòng Ames

Sơ đồ vị trí thực sự và rõ ràng của một người trong căn phòng Ames, và hình dạng của căn phòng đó

Căn phòng Ames là một căn phòng bị bóp méo để đánh lừa thị giác con người. Có thể bị ảnh hưởng bởi các tác phẩm của Hermann Helmholtz, nó được phát minh bởi bác sĩ nhãn khoa Adelbert Ames, Jr. vào năm 1946, và được xây dựng vào năm sau.
Căn phòng Ames được nhìn bằng một mắt thông qua một cái lỗ kim để tránh bất kỳ nghi ngờ nào từ thị giác lập phương, và nó được xây dựng sao cho từ phía trước nó có vẻ là một phòng hình khối bình thường, với một bức tường phía sau và hai bức tường bên song song với nhau và vuông góc với sàn và trần theo chiều ngang. Tuy nhiên, đây chỉ là một mánh khóe của phối cảnh và hình dạng thật của căn phòng là hình thang: các bức tường được nghiêng và trần và sàn nằm nghiêng, và góc bên phải gần hơn với người quan sát phía trước hơn góc trái (hoặc ngược lại). (Xem sơ đồ ở bên phải)
Kết quả là, một người đứng ở một góc là một người khổng lồ, trong khi một người đứng ở góc khác dường như là một người lùn. Ảo ảnh đó thuyết phục đến mức một người đi qua lại từ góc trái sang góc phải xuất hiện để to dần hoặc nhỏ lại.
Các nghiên cứu đã chỉ ra rằng ảo ảnh có thể được tạo ra mà không sử dụng các bức tường và trần nhà; nó là đủ để tạo ra một chân trời rõ ràng (mà trong thực tế sẽ không nằm ngang) đối với một nền nhà thích hợp, và mắt dựa trên chiều cao tương đối rõ ràng của một đối tượng trên đường chân trời đó.

## Trong văn hóa
Nguyên tắc căn phòng Ames đã được sử dụng rộng rãi trong các sản phẩm truyền hình và phim ảnh cho hiệu ứng kĩ xão khi cần thiết để cho các diễn viên có kích thước khổng lồ bên cạnh các diễn viên có kích thước nhỏ. Ví dụ, sản xuất bộ ba phim Chúa tể những chiếc nhẫn đã sử dụng một số căn phòng Ames trong chuỗi Shire để làm cho chiều cao của các hobbit nhỏ gọn đúng khi đứng bên cạnh Gandalf cao hơn họ.
Khi được sử dụng cho các hiệu ứng đặc biệt, người xem sẽ không thấy phòng Ames đang được sử dụng. Tuy nhiên, một vài lần căn phòng Ames cũng đã được hiển thị một cách rõ ràng.
- Một căn phòng Ames được sử dụng trong một bộ phim chuyển thể vào năm 1971 cuốn tiểu thuyết của Roald Dahl là Charlie và nhà máy sôcôla.
- Bộ phim truyền hình năm 1960 Voyage to the Bottom of the Sea sử dụng phòng Ames trong tập 'The Enemies' để thể hiện, thay vì chỉ tuyên bố, một nỗ lực để tạo ra hai nhân vật (một đứng ở mỗi bên của căn phòng) mất trí.
- Trong tựa game Super Mario 64, căn phòng chứa hai bức tranh dẫn đến màn chơi Tiny-Huge Island được đặt ở cuối hai hành lang đối diện tương tự như căn phòng Ames. Khi người chơi đang đứng ở giữa phòng, hai hành lang dường như có cùng chiều sâu và những bức tranh có kích thước bằng nhau. Khi người chơi tiếp cận họ, tuy nhiên, nó được tiết lộ rằng một bức tranh có quy mô lớn và người kia là thu nhỏ, tương ứng.
- Năm 2010, Phim HBO Temple Grandin đã sử dụng căn phòng Ames trong chuỗi chủ đề mở đầu, và sau đó là nhân vật chủ đề, với tự kỷ hoạt động cao, trực quan tạo ra ảo ảnh trong một mô hình quy mô như một dự án khoa học.
- Nhóm nhạc rock tiếng Anh Squeeze đã sử dụng phòng Ames trong MV "Hourglass" năm 1987
- Ban nhạc rock Anh Status Quo đã sử dụng phòng Ames ở bìa trước của album phòng thu năm 1975 On the Level.